# بطاقة الهوية اللاتفيانية

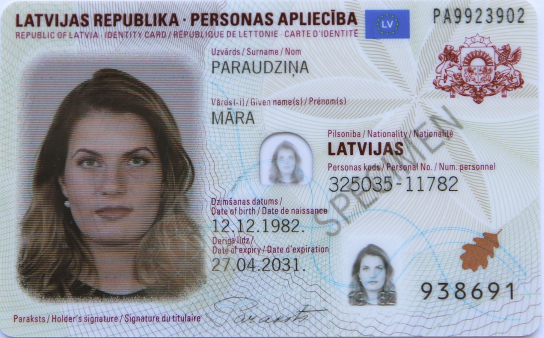
بطاقة الهوية اللاتفيانية

بطاقة الهوية اللاتفيانية (بالاتيفية:Personas apliecība) تسمى أيضا الشهادة الشخصية, وهي وثيقة هوية بيومترية مقدمة رسميا إلى مواطني لاتفيا. وهي صالحة أيضًا للسفر داخل أوروبا (بإستثناء روسيا البيضاء وروسيا وأوكرانيا) وجورجيا والأراضي الفرنسية ما وراء البحار ومونتسيرات (بحد أقصى 14 يومًا) (دون الحاجة إلى جواز سفر لاتفيا).
مواطني اللاتفية الذين لديهم جواز سفر ساري المفعول ليسوا ملزمين بالحصول على بطاقة هوية.

## اقرأ أيضاً
جواز سفر لاتفي
بطاقة هوية